# Bãi biển Mỹ Khê

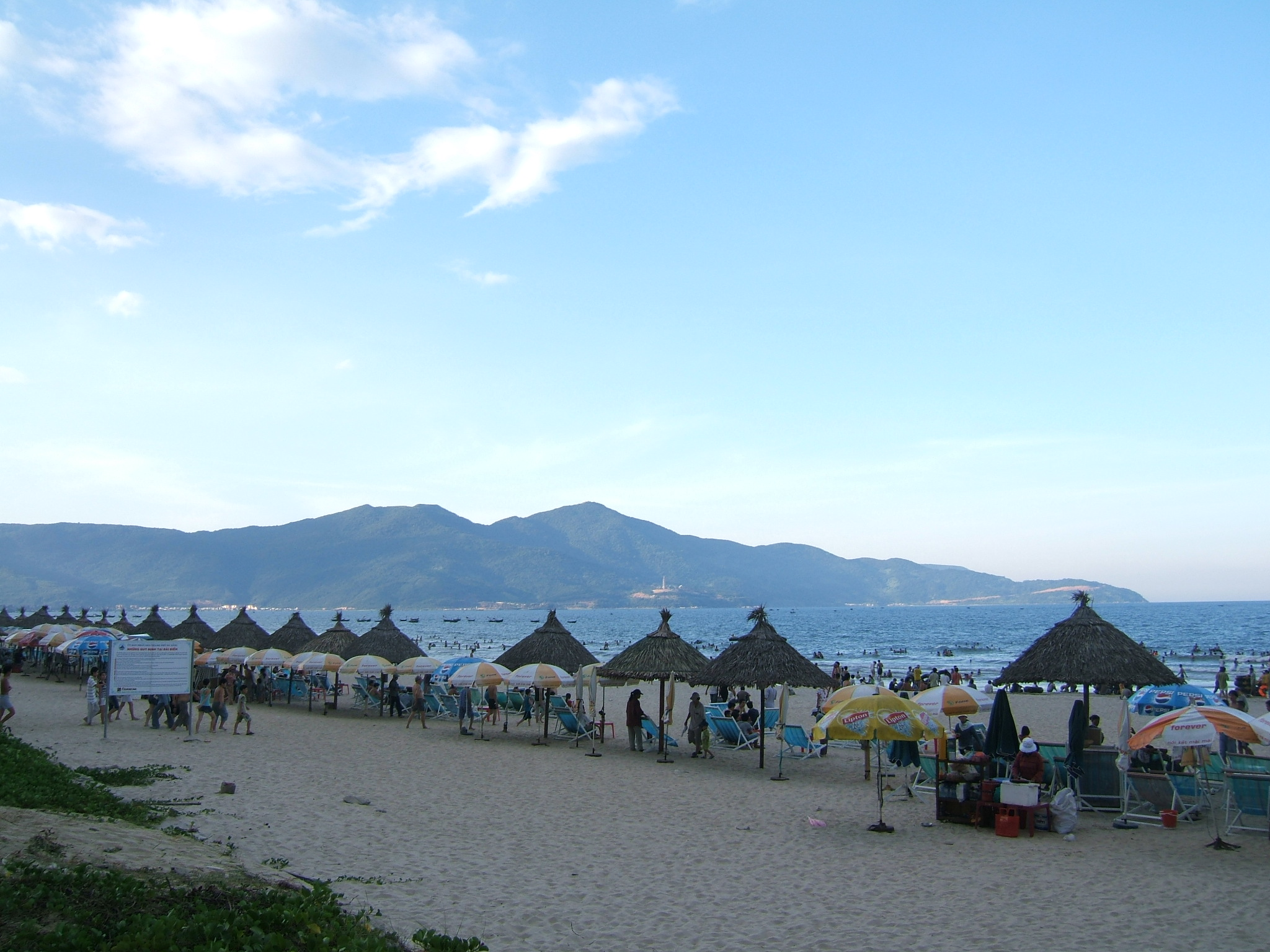
Bãi biển Mỹ Khê, một trong những bãi biển đẹp nhất Đà Nẵng

Mỹ Khê là một bãi biển trung tâm ở Đà Nẵng, Việt Nam.

## Đặc điểm và vị trí
Bãi biển Mỹ Khê có chiều dài 900 m, thuộc vào loại nhộn nhịp nhất trong số các bãi tắm của Đà Nẵng, Việt Nam. Trước năm 1975, một phần của bãi tắm do quân đội Mỹ quản lý. Họ thiết lập một số cơ sở dịch vụ tại đây để phục vụ nhu cầu giải trí, vui chơi của binh lính Mỹ.